# Nowodwinsk
Nowodwinsk (russisch Новодвинск) ist eine Stadt mit 32.639 Einwohnern (Stand 2024) in Russland, in der Oblast Archangelsk.

## Geografie
Nowodwinsk liegt in Nordwestrussland an der Nördlichen Dwina, in der Nähe des Weißen Meeres. Die Entfernung zur Gebietshauptstadt Archangelsk, die gleichzeitig die nächstgelegene Stadt ist, beträgt 20 km.

## Geschichte
1936 wurde auf dem Gebiet der heutigen Stadt eine Siedlung für die Arbeiter einer Zellulosefabrik gegründet. Sie trug den Namen Woroschilowski. 1941 wurde sie zur Siedlung städtischen Typs. 1957 wurde die Siedlung in Perwomaiski umbenannt. 1977 wurde Perwomaiski zur Stadt erhoben und in Nowodwinsk („Neue Dwina-Stadt“) umbenannt.

### Einwohnerentwicklung
Die folgende Übersicht zeigt die Entwicklung der Einwohnerzahlen von Nowodwinsk.
| Jahr | Einwohner |
| ---- | --------- |
| 1959 | 16.341    |
| 1970 | 34.192    |
| 1979 | 47.764    |
| 1989 | 50.183    |
| 2002 | 43.383    |
| 2010 | 40.615    |

Anmerkung Volkszählungsdaten

## Wirtschaft
Größter Arbeitgeber der Stadt ist das Zellulosekombinat. Die Holzverarbeitung hat von jeher Tradition in Nowodwinsk. Weiterhin gibt es eine Beton- und eine Möbelfabrik.

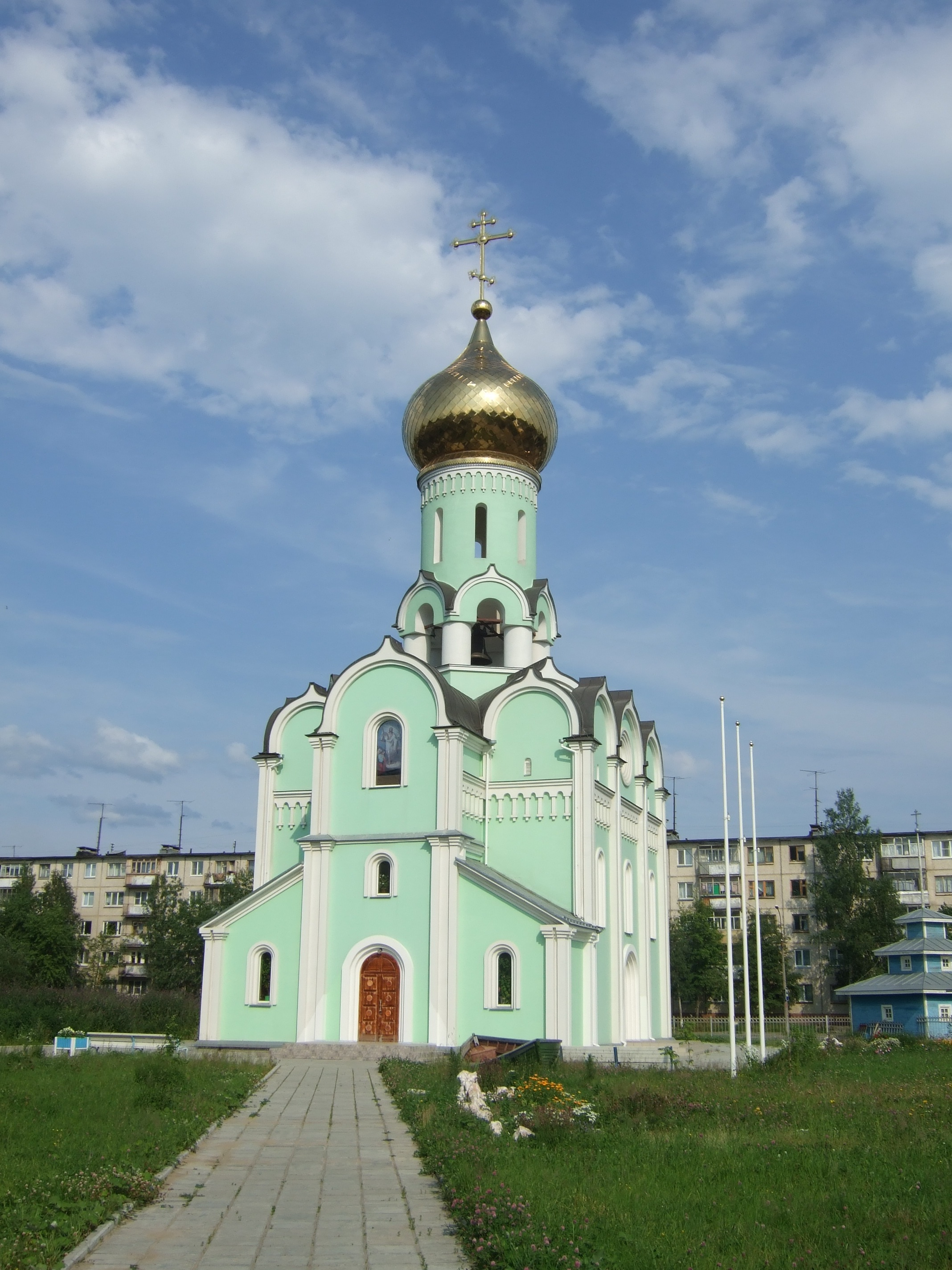
Kirche in Nowodwinsk
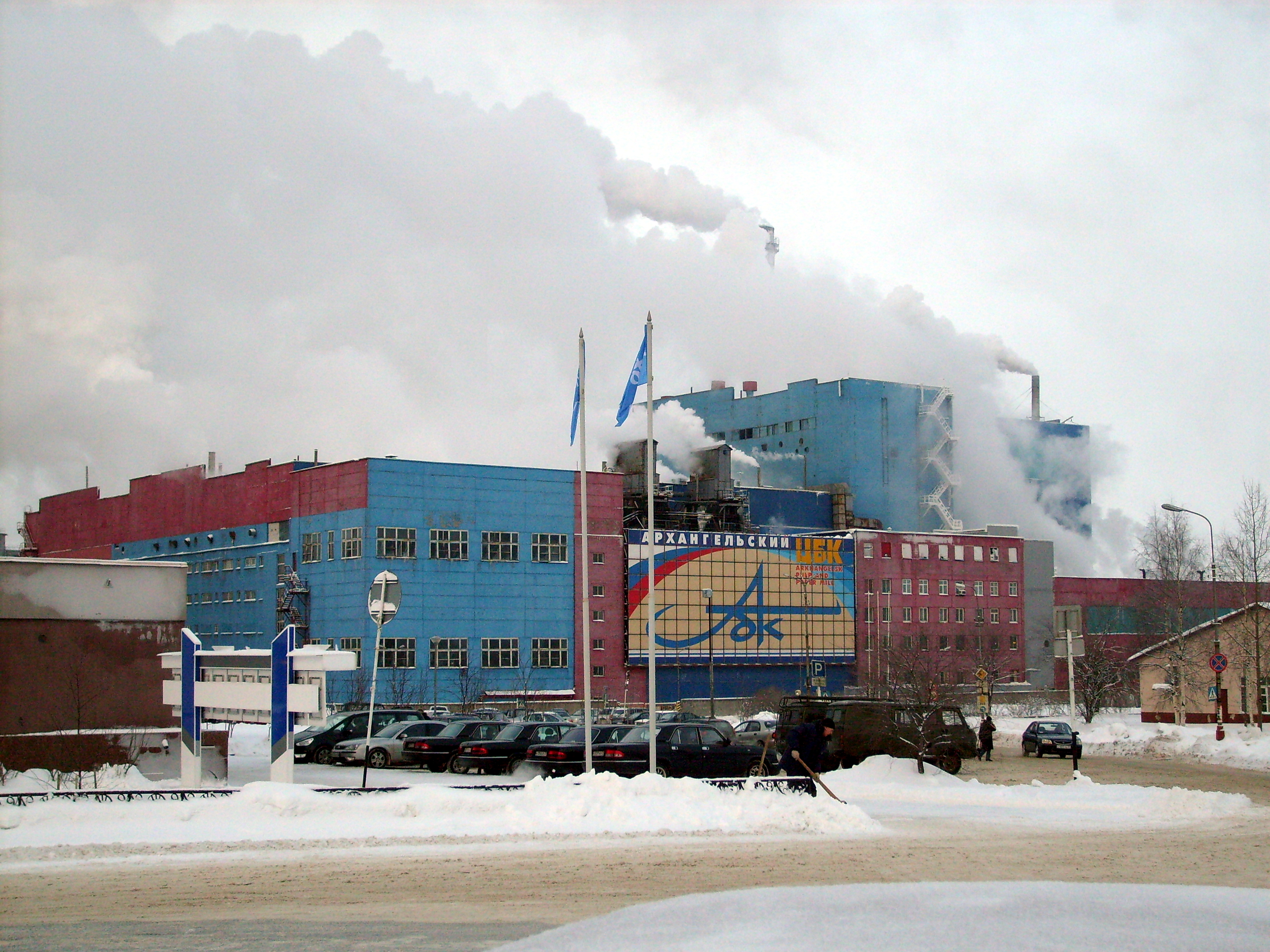
Zellulosekombinat in Nowodwinsk

## Söhne und Töchter der Stadt
- Sergei Bykow (* 1983), Basketballspieler
- Leonid Jekimow (* 1987), Sportschütze[3]